# Аббвіль
Аббеві́ль (фр. Abbeville) — місто та муніципалітет у Франції, у регіоні О-де-Франс, департамент Сомма. Населення — 22 595 осіб (01.01.2021).

## Назва
- Аббеві́ль, або Абвіль (фр. Abbeville; від лат. Abbatis Villa, «Абатське містечко») — сучасна назва, що походить від Абатства святого Рикарія (Сен-Рик'є).

Впродовж історії місто було знане під різними назвами: Brittania (ІІІ ст.), Abacivo villa (VI ст); Bacivum palatium, Cloie, Cloye (VII ст.), Abacivum villa, Basiu, Haymonis villa, Abbatis villa, Abbevilla (ХІ ст.), Abbavilla, Abedvilla, Abatis villa, Abbasvilla, Abbisvilla, Abbevile (1209), Abbevilla in ponticio (1213), Abisvil, Abeville (1255), Abbeville (1266), Abbisville, Abbeville en Pontiu (XIII ст.), Albeville, Aubeville (1358), Albeville (1347), Aubbeville, Aubeville, Abevile (1383), Abbativilla, Abbeville; Hableville (1607) Ableville (1643)
Фламандською мовою місто мало назву Аббекерке (з.-флам. Abbekerke) або Аббегем (з.-флам. Abbegem)

## Географія
Муніципалітет розташований на відстані близько 145 км на північ від Парижа, 45 км на північний захід від Ам'єна.

## Демографія
Динаміка населення (INSEE ):
Розподіл населення за віком та статтю (2006):
| Стать | Всього | До 15 років | 15-24 | 25-44 | 45-64 | 65-85 | Понад 85 |
| --- | ------ | ----------- | ----- | ----- | ----- | ----- | -------- |
| Чоловіки | 10 954 | 2195        | 1589  | 2973  | 2664  | 1391  | 142      |
| Жінки | 13 106 | 2198        | 1592  | 3276  | 3194  | 2401  | 445      |
| \| Статево-вікова піраміда \| Статево-вікова піраміда \| Статево-вікова піраміда \| \| ----------------------- \| ----------------------- \| ----------------------- \| \| Чоловіки \| Вік \| Жінки \| \| 142 \| 85 + \| 445 \| \| 273 \| 80-84 \| 482 \| \| 383 \| 75-79 \| 593 \| \| 372 \| 70-74 \| 738 \| \| 363 \| 65-69 \| 588 \| \| 467 \| 60-64 \| 567 \| \| 705 \| 55-59 \| 836 \| \| 754 \| 50-54 \| 903 \| \| 738 \| 45-49 \| 888 \| \| 765 \| 40-44 \| 864 \| \| 760 \| 35-39 \| 816 \| \| 728 \| 30-34 \| 745 \| \| 720 \| 25-29 \| 851 \| \| 769 \| 20-24 \| 870 \| \| 820 \| 15-20 \| 722 \| \| 770 \| 10-14 \| 733 \| \| 740 \| 5-9 \| 707 \| \| 685 \| 0-4 \| 758 \| |        |             |       |       |       |       |          |
| Статево-вікова піраміда |        |             |       |       |       |       |          |
| Чоловіки | Вік    | Жінки       |       |       |       |       |          |
| 142 | 85 +   | 445         |       |       |       |       |          |
| 273 | 80-84  | 482         |       |       |       |       |          |
| 383 | 75-79  | 593         |       |       |       |       |          |
| 372 | 70-74  | 738         |       |       |       |       |          |
| 363 | 65-69  | 588         |       |       |       |       |          |
| 467 | 60-64  | 567         |       |       |       |       |          |
| 705 | 55-59  | 836         |       |       |       |       |          |
| 754 | 50-54  | 903         |       |       |       |       |          |
| 738 | 45-49  | 888         |       |       |       |       |          |
| 765 | 40-44  | 864         |       |       |       |       |          |
| 760 | 35-39  | 816         |       |       |       |       |          |
| 728 | 30-34  | 745         |       |       |       |       |          |
| 720 | 25-29  | 851         |       |       |       |       |          |
| 769 | 20-24  | 870         |       |       |       |       |          |
| 820 | 15-20  | 722         |       |       |       |       |          |
| 770 | 10-14  | 733         |       |       |       |       |          |
| 740 | 5-9    | 707         |       |       |       |       |          |
| 685 | 0-4    | 758         |       |       |       |       |          |

## Економіка
2010 року серед 15 220 осіб працездатного віку (15—64 років) 9984 були активними, 5236 — неактивними (показник активності 65,6%, у 1999 році було 69,0%). З 9984 активних мешканців працювало 7711 осіб (3931 чоловік та 3780 жінок), безробітними було 2273 (1150 чоловіків та 1123 жінки). Серед 5236 неактивних 1419 осіб було учнями чи студентами, 1595 — пенсіонерами, 2222 були неактивними з інших причин.

У 2010 році в муніципалітеті числилось 10710 оподаткованих домогосподарств, у яких проживали 23812,0 особи, медіана доходів виносила 14 480 євро на одного особоспоживача

## Відомі особистості
У місті народився:
- Жорж Лонжи (1868-1930) — французько-американський гобоїст.